# آنه دال تورپ
آنه دال تورپ (نروژی: Ane Dahl Torp؛ زادهٔ ۱ اوت ۱۹۷۵) بازیگر اهل کشور نروژ است. پدر این بازیگر استاد زبان‌شناسی است. وی در سال ۲۰۰۷ با یک موسیقی‌دان و نوازنده ازدواج کرد. هم‌اکنون در شهر اسلو اقامت دارد و دارای دو فرزند می‌باشد.
از فیلم‌ها یا مجموعه‌های تلویزیونی که وی در آن‌ها نقش داشته است، می‌توان به اشغال‌شده، ناهار، تشویش، موج و قتل‌های ساندهام اشاره کرد.